# Phymatodes grandis
Phymatodes grandis es una especie de escarabajo longicornio del género Phymatodes, tribu Callidiini, familia Cerambycidae. Fue descrita científicamente por Casey en 1912.
Se distribuye por Canadá, México y los Estados Unidos. Mide 7,5-15 milímetros de longitud. El período de vuelo ocurre en los meses de mayo, junio, julio y agosto. Parte de su dieta se compone de plantas de la familia Fagaceae.